# Episodi di Royal Pains (sesta stagione)
La sesta stagione della serie televisiva Royal Pains, composta da tredici episodi, è stata trasmessa in prima visione assoluta negli Stati Uniti d'America dal canale via cavo USA Network dal 10 giugno al 2 settembre 2014.
In Italia la stagione è stata trasmessa in prima visione da Joi, canale a pagamento della piattaforma Mediaset Premium, dal 3 novembre 2014 al 26 gennaio 2015; in chiaro è stata trasmessa da Italia 1 dal 3 al 12 agosto 2015.
| nº | Titolo originale              | Titolo italiano      | Prima TV USA     | Prima TV Italia  |
| -- | ----------------------------- | -------------------- | ---------------- | ---------------- |
| 1  | Smoke and Mirrors             | La donna del mistero | 10 giugno 2014   | 3 novembre 2014  |
| 2  | All in the Family             | Tutto in famiglia    | 17 giugno 2014   | 10 novembre 2014 |
| 3  | A Bridge Not Quite Far Enough | Nuovi legami         | 24 giugno 2014   | 17 novembre 2014 |
| 4  | Steaks on a Plane             | Una strana malattia  | 1º luglio 2014   | 24 novembre 2014 |
| 5  | Goodwill Stunting             | L'inizio della fine  | 8 luglio 2014    | 1º dicembre 2014 |
| 6  | Everybody Loves Ray, Man      | Tutti pazzi per Ray! | 15 luglio 2014   | 8 dicembre 2014  |
| 7  | Electric Youth                | Un simpatico ragazzo | 22 luglio 2014   | 15 dicembre 2014 |
| 8  | I Did Not See That Coming     | Festa di compleanno  | 29 luglio 2014   | 22 dicembre 2014 |
| 9  | Oh, M. G.                     | Crisi di mezza età   | 5 agosto 2014    | 29 dicembre 2014 |
| 10 | Good Air/Bad Air              | Il viaggio           | 12 agosto 2014   | 5 gennaio 2015   |
| 11 | Hankmed on the Half Shell     | Ricominciare         | 19 agosto 2014   | 12 gennaio 2015  |
| 12 | A Bigger Boat                 | La macchina nuova    | 26 agosto 2014   | 19 gennaio 2015  |
| 13 | Ganging Up                    | L'alleanza           | 2 settembre 2014 | 26 gennaio 2015  |

## La donna del mistero
- Titolo originale: Smoke and Mirrors
- Diretto da: Kevin Dowling
- Scritto da: Andrew Lenchewski e Jeff Drayer

### Trama
Hank ritorna negli Hamptons, aiutando un musicista che potrebbe avere una grave malattia, mentre Evan cova un piano per farlo rimanere. Divya fa esperienza come madre; un ospite del party porta notizie sorprendenti.

## Tutto in famiglia
- Titolo originale: All in the Family
- Diretto da: Matthew Penn
- Scritto da: Michael Rauch e Antonia Ellis

### Trama
Hank e Evan si trovano ad affrontare l'improvviso arrivo della loro sorellina Emma. Nonostante la situazione non sia facile, i due fratelli riusciranno ad aiutare Emma a farla sentire a casa anche grazie all'aiuto di Paige e Divya. Nel frattempo, Hank riuscirà ad aiutare una coppia di tennisti a risolvere i loro problemi di salute e di cuore.

## Nuovi legami
- Titolo originale: A Bridge Not Quite Far Enough
- Diretto da: Matthew Penn
- Scritto da: Constance M. Burge e Jeff Drayer

### Trama
Hank e Evan cercano di aiutare Eddie a stabilire un legame con Emma nonostante le iniziali difficoltà. Nel farlo però Evan offre alla ragazza dei soldi e quando, dopo aver scoperto finalmente la verità su di lei grazie a una detective assunta da Hank, le chiedono di restare, confida a Paige di non sapere quale sia la vera ragione per cui Emma resti con loro. Nel frattempo Divya è alla ricerca di una tata che la aiuti con Sashi.

## Una strana malattia
- Titolo originale: Steaks on a Plane
- Diretto da: Emile Levisetti
- Scritto da: Jon Sherman e Carol Flint

### Trama
Mentre Hank viene nuovamente reclutato dal suo paziente e amico Boris per ripulire la sua banca da chi organizzava una serie di traffici di denaro illeciti, Divya e Jeremiah cercano di capire l'origine di una strana malattia che sembra aver colpito i Vigili del Fuoco. Paige e Evan, grazie all'aiuto del loro terapista Bob, si rendono conto da dove derivano i loro problemi matrimoniali e si impegnano al massimo per risolverli.

## L'inizio della fine
- Titolo originale: Goodwill Stunting
- Diretto da: Paulo Costanzo
- Scritto da: Jack Bernstein

### Trama
Evan sottopone ad Hank il caso di una donna affetta da una misteriosa malattia. La vita professionale di Paige e Russel prende una piega inaspettata quando i due vengono licenziati in tronco. Nel frattempo, Evan e Jeremiah si rendono conto che dovranno lottare contro la Symphony per riuscire a far sopravvivere la HankMed. L'occhio vigile di Hank su Emma lo aiuta a riconquistare un ex paziente.

## Tutti pazzi per Ray!
- Titolo originale: Everybody Loves Ray, Man
- Diretto da: Constantine Makris
- Scritto da: Jeff Drayer

### Trama
Hank viene chiamato a curare il nuovo chef di Ray, sempre ubriaco sul lavoro e scopre che soffre di una malattia chiamata auto-fermentazione che fa sì che ogni volta che mangi pane o pasta l'eccesso di lievito lo renda ubriaco. Divya si rende conto che il suo problema con le baby sitter di Sashi non riguarda le baby sitter, ma lei che trascura la figlia col suo lavoro alla HankMed e per questo decide di chiedere un part-time. Evan e Jeremiah discutono sulla generosa offerta di Ray, uno spazio grande e idoneo per l'installazione del loro laboratorio che però ha un piccolo problema: è proprio accanto ad un locale per spogliarelliste.

## Un simpatico ragazzo
- Titolo originale: Electric Youth
- Diretto da: Charles McClelland
- Scritto da: Jessica Ball

### Trama
Hank e Divya incontrano un giovane e simpatico ragazzo che lavora come custode tutto-fare nella villa di una famosa star di Hollywood. Le indagini per scoprire la causa del suo malessere improvviso sono lunghe ma alla fine tutto si risolve per il meglio. Jeremiah si avvicina sempre di più a Viviana, soprattutto dopo aver curato una cara amica di Viviana, Hope, una ballerina di un noto strip club della città. Nel frattempo Paige scopre qualcosa che potrebbe compromettere il suo rapporto di lavoro con Russel.

## Festa di compleanno
- Titolo originale: I Did Not See That Coming
- Diretto da: Jay Chandrasekhar
- Scritto da: Carol Flint e Jon Sherman

### Trama
Hank incontra Charlotte, una giovane e bella non vedente che aveva conosciuto in passato a Monte Carlo e di cui si era innamorato. Paige convince Russel a restituire gli oggetti d'arte di cui si era appropriato. Emma viene invitata alla festa di compleanno del ricco rampollo di una famiglia locale, ma deve chiedere aiuto ad Hank quando il ragazzo accusa un malore a causa di un'intossicazione.

## Crisi di mezza età
- Titolo originale: Oh, M. G.
- Diretto da: Mark Feuerstein
- Scritto da: Aubrey Karr

### Trama
Mentre Hank si riscopre un bambino davanti ai sentimenti che prova per Charlotte e fa di tutto per sostenerla durante l'operazione agli occhi, Evan davanti all'entusiasmo di Emma e Cinco, affronta una crisi di mezza età che riuscirà a superare grazie alla pazienza di Paige. Divya inizia a nutrire dei sospetti nei confronti di Viviana e nel tentare di allontanarla da Jeremiah, provocherà una reazione inaspettata.

## Il viaggio
- Titolo originale: Good Air/Bad Air
- Diretto da: Jay Chandrasekhar
- Scritto da: Carol Flint e Simran Baidwan

### Trama
Per colpa di Russel la cameriera Wendy era stata licenziata. Quando Paige e Russel vanno a scusarsi con lei, la trovano in preda ai sintomi di una strana influenza, che peggiora rapidamente. Jeremiah riesce a scoprirne la causa. Intanto Hank accompagna Boris in Argentina, per conoscere un candidato del Trial clinico. Divya ne approfitta per far conoscere la piccola Sashi alla nonna Lorena che vive a Buenos Aires...

## Ricominciare
- Titolo originale: HankMed on the Half Shell
- Diretto da: Joe Collins
- Scritto da: Constance M. Burge e Jon Sherman

### Trama
Hank, torna dall'Argentina con Boris e Dyvia e apprende da Evan che è stata Emma a vendere la foto di lui e Cinco a Snarkhampton. Dopo la sparatoria avvenuta nella casa di Ray, Evan decide di chiudere i rapporti con lui. Jeremiah e Dyvia si occupano del caso di una modella con problemi di digestione e trovano il modo di fare pace. Paige fa una nuova scoperta su Ray.

## La macchina nuova
- Titolo originale: A Bigger Boat
- Diretto da: Janice Cooke
- Scritto da: Jessica Ball

### Trama
Emma, dopo aver venduto la foto di Hank e Cinco che ha compromesso la carriera di Hank allo Snarkhampton, è decisa a vendicarsi con Oz. Evan e Paige le danno una mano e scoprono che Oz, in realtà, è Parker, la sorella di Cinco. Boris acquista un importante ospedale e propone a Hank, Evan, Divya e Jeremiah di entrare nel consiglio d'amministrazione. L'unico a rifiutare è Hank, lasciando increduli Evan e Divya. Emma, intanto, dopo aver comprato la sua prima macchina, non si presenta alla cena organizzata per lei da Hank.

## L'alleanza
- Titolo originale: Ganging Up
- Diretto da: Michael Rauch
- Scritto da: Andrew Lenchewski

### Trama
Hank e Evan si alleano per trovare Emma e risolvere i vari fraintendimenti con lei. Hank, risolta la situazione con la sorella, affronta un altro problema, questa volta di natura medica, la malattia ai reni di Danny, il fratello gemello del suo amico e collega Paul Van Dyke. I dissapori tra i due gemelli porteranno Hank a riflettere sul suo rapporto con Evan. Paige scopre che il terapista di coppia, Bob, non è ciò che sembra. Infine, mentre Jeremiah saluta Viviana per sempre, Dyvia riceve brutte notizie...